# 讓-米歇爾·帕皮隆
让·米歇爾·帕皮隆（Jean-Michel Papillon，1698年6月2日—1776年）是法國版畫雕刻師，他於1766年發展出一系列的連續雕刻圖案，後來被應用在墙纸上面，因此被稱為「墙纸之父」。

## 資料來源
- Ferdinand Hoefer, Nouvelle Biographie générale, t. 39, Paris, Firmin-Didot, 1862, p. 160.